# 안동교회
안동교회(安洞敎會)는 서울특별시 종로구 안국동 27번지에 위치한 대한예수교장로회(통합) 서울노회 소속 교회이다.

## 역사
1908년 기울어져가는 나라의 운명을 생각하며 박승봉, 유성준 등을 중심으로 기호학교(지금의 중앙 중고등학교)가 설립되었고, 그 이듬해인 1909년에 김창제의 집에서 안동교회가 시작되었다. 우리나라의 미래를 신앙과 교육에서 찾은 선각자들에 의해서 안동교회는 설립되었다.  당시의 교회들이 서양선교사들이 시작한 교회였지만 안동교회는 양반마을인 북촌에서 선교사의 영향없이 한국인들이 시작한 교회였다. 세도가였던 구한말 외교관 박승봉은 교회를 개척할 때 기와집 한 채를 기증하여 교회 건축을 도왔다.
100년에 가까운 역사 가운데 안동교회는 수많은 인재를 육성, 배출하여 사회와 교회에 기여하였다. 일제하에서 한글을 지키다가 조선어학회(현 한글학회전신) 사건으로 옥고를 치르고 순국한 한글학자 이윤재 선생은 안동교회의 장로로 시무했으며, 제2대 윤보선 대통령은 선대로부터 안동교회와 마주하고 있는 자택에서 평생을 지내며 대대로 믿음을 쌓은 교우이다.
현재 안동교회는 한국 사회와 교계에 지도력을 가지고 많은 영향력을 발휘하고 있다. 28년간 시무하신 유경재 원로 목사의 뒤를 이어 황영태 목사가 12대 담임 목사로 시무하고 있으며, 2015년 현재 부목사로 박진, 김유태, 김두식 목사와 교육목사 정윤경, 김병석 목사 그리고 협동목사로 류금주 목사가 시무하고 있다.